# Aulonocara
Aulonocara – rodzaj słodkowodnych ryb okoniokształtnych z rodziny pielęgnicowatych (Cichlidae). Występują endemicznie w afrykańskim jeziorze Malawi (Niasa) na wschodzie Afryki. Wszystkie gatunki z rodzaju Aulonocara są pyszczakami zaliczanymi do grupy non-mbuna.

## Nazewnictwo
Pielęgnicowate z rodzaju Aulonocara są wśród akwarystów określane mianem „malawijskich pawi”.

## Środowisko występowania
Pyszczaki z tego rodzaju występują w zasadowych i twardych wodach jeziora Malawi (Niasa), wśród skałek wapiennych i piaskowych. Przebywają w strefach ubogiej roślinności i piaszczystego dna, z którego wydobywają pokarm.

## Hodowla
Aulonocarę najlepiej umieścić w akwarium w towarzystwie innych średnich i nieagresywnych pyszczaków z jeziora Malawi. Aulonocara należy do ruchliwych ryb, dlatego potrzebuje dużo otwartej przestrzeni. W akwarium jednak nie może zabraknąć jam i zakamarków, gdzie ryby mogłyby się ukryć, odpocząć lub ustanowić swoje rewiry.
W jednym akwarium powinien znajdować się tylko jeden samiec, który odgrywa dominującą rolę nad samicami. Jedynie w zbiornikach o dużych rozmiarach można umieścić kilka samców Aulonocara.

## Klasyfikacja
Gatunki zaliczane do tego rodzaju:

- Aulonocara aquilonium Konings, 1995
- Aulonocara auditor (Trewavas, 1935)
- Aulonocara baenschi Meyer & Riehl, 1985
- Aulonocara brevinidus Konings, 1995
- Aulonocara ethelwynnae Meyer, Riehl & Zetzsche, 1987
- Aulonocara gertrudae Konings, 1995
- Aulonocara guentheri Eccles, 1989
- Aulonocara hueseri Meyer, Riehl & Zetzsche, 1987
- Aulonocara jacobfreibergi (Johnson, 1974)
- Aulonocara kandeense Tawil & Allgayer, 1987
- Aulonocara koningsi Tawil, 2003
- Aulonocara korneliae Meyer, Riehl & Zetzsche, 1987
- Aulonocara maylandi Trewavas, 1984 – pyszczak Maylanda[4]
- Aulonocara nyassae Regan, 1922 – pyszczak cesarski[5]
- Aulonocara rostratum Trewavas, 1935
- Aulonocara saulosi Meyer, Riehl & Zetzsche, 1987
- Aulonocara stonemani (Burgess & Axelrod, 1973)
- Aulonocara stuartgranti Meyer & Riehl, 1985
- Aulonocara trematocephalum (Boulenger, 1901)

Gatunkiem typowym rodzaju jest Aulonocara nyassae.

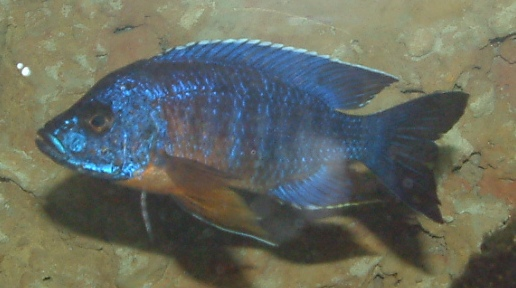
Aulonocara jacobfreibergi
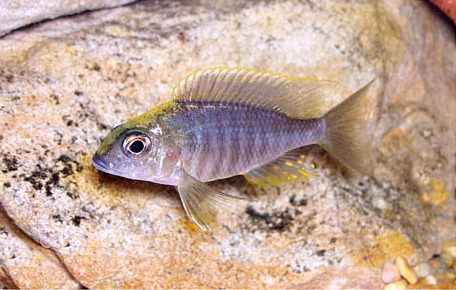
Aulonocara maylandi
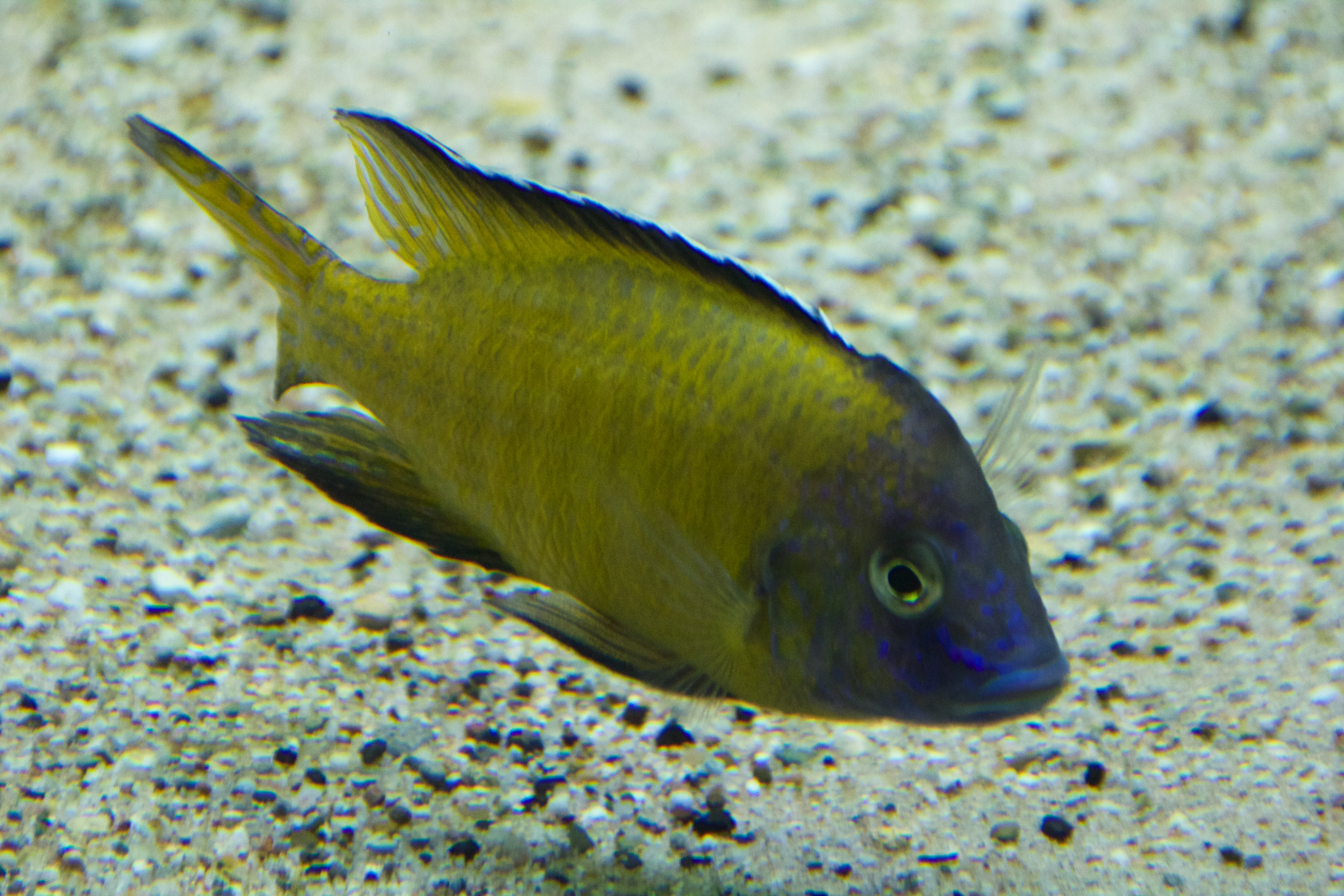
Aulonocara stuartgranti